# Турнир на призы Правительства России
Международный турнир на призы Правительства России по хоккею с мячом проводится с 1972 года среди сильнейших сборных команд мира.

## История
Идея организации международного турнира среди сборных принадлежит журналистам газеты «Советская Россия». В то время (начало 1970-х годов) чемпионаты мира проводились раз в два года, а в паузах между ними команды испытывали недостаток игровой практики. По замыслу журналистов, эту проблему должен был решить новый турнир, который собирал бы четыре сильнейшие сборные мира в чётные годы, в промежутках между чемпионатами мира.
Первый турнир на приз газеты «Советская Россия» состоялся в 1972 году. Незадолго до этого, в 1970 году, праздновалось столетие со дня рождения Ленина, поэтому местом проведения турнира стал Ульяновск, сильно обновлённый в связи с юбилейными торжествами. В Ульяновске практически заново отстроили центр города, возвели шикарную по тем временам гостиницу «Венец», Ленинский мемориал, также обновили стадион «Труд», на котором и прошли соревнования.
Турнир вызвал небывалый интерес у неизбалованных большими спортивными событиями ульяновцев. Люди занимали очередь у касс с раннего утра, несмотря на то, что в те дни стояли сильные (до 35 градусов) морозы. Трибуны стадиона вмещали только около 10 000 мест, но на арену набивалось и до 25 000 человек.
При такой поддержке сборная СССР выиграла все три матча и стала победителем первого турнира на приз газеты «Советская Россия», опередив команды Швеции, Финляндии и Норвегии.
Последующие турниры собирали всё тот же квартет участников, за исключением V розыгрыша в 1980 году в Сыктывкаре, когда команда Норвегии была вынуждена отказаться от выступления, и её заменила сборная Коми, составленная из хоккеистов местного «Строителя».
Престиж турнира был очень высок, его называли «малым чемпионатом мира».
В начале 1990-х годов из-за тяжёлой экономической ситуации в стране редакции «Советской России» стало уже не под силу заниматься организацией турнира, и он перешёл под патронат Правительства, которое и до этого формально входило в число его организаторов, поскольку газета проводила турнир совместно с Комитетом по физической культуре и спорту при Совете Министров РСФСР.
В последние годы значимость турнира упала, во многом благодаря тому, что Чемпионат мира стал проводиться каждый год, и необходимость в замещающем его турнире отпала. Теперь турнир на призы Правительства является последней репетицией перед первенством планеты. К участию в нём допускают молодёжные сборные России и Швеции, а также, как правило, команду из города проведения очередного турнира.

## Все победители и призёры[4]
| Год                                      | Место проведения    | Победитель | Второе место | Третье место   | Четвёртое место     |
| Турнир на приз газеты «Советская Россия» |                     |            |              |                |                     |
| 1972                                     | Ульяновск           | СССР       | Швеция       | Финляндия      | Норвегия            |
| 1974                                     | Архангельск         | Швеция     | СССР         | Финляндия      | Норвегия            |
| 1976                                     | Хабаровск           | СССР       | Швеция       | Финляндия      | Норвегия            |
| 1978                                     | Кемерово            | СССР       | Финляндия    | Швеция         | Норвегия            |
| 1980                                     | Сыктывкар           | СССР       | Швеция       | Финляндия      | Коми АССР           |
| 1982                                     | Сыктывкар           | СССР       | Швеция       | Финляндия      | Норвегия            |
| 1984                                     | Кемерово            | СССР       | Швеция       | Норвегия       | Финляндия           |
| 1986                                     | Иркутск, Шелехов    | СССР       | Швеция       | Финляндия      | РСФСР               |
| 1988                                     | Абакан              | СССР       | Швеция       | Финляндия      | Норвегия            |
| 1990                                     | Новосибирск         | Швеция     | Финляндия    | СССР           | Норвегия            |
| Турнир на призы Правительства России     |                     |            |              |                |                     |
| 1992                                     | Красноярск          | Швеция     | Россия       | СНГ            | Финляндия           |
| 1994                                     | Красногорск, Москва | Швеция     | Норвегия     | Россия         | Финляндия           |
| 1996                                     | Архангельск         | Швеция     | Россия       | Россия-2       | Финляндия           |
| 1998                                     | Нижний Новгород     | Россия     | Швеция       | Финляндия      | Норвегия            |
| 2000                                     | Казань              | Россия     | Татарстан    | Швеция         | Финляндия           |
| 2002                                     | Архангельск         | Россия     | Россия-2     | Финляндия      | Швеция              |
| 2006                                     | Иркутск, Шелехов    | Россия     | Швеция       | Байкал-Энергия | Норвегия            |
| 2008                                     | Новосибирск         | Россия     | Швеция       | Сибсельмаш     | Финляндия           |
| 2010                                     | Киров               | Россия     | Швеция       | Россия (мол.)  | Ульяновская область |
| 2012                                     | Абакан              | Россия     | Финляндия    | Россия-2       | Хакасия             |

## География
Особенностью турнира является то, что он проводится в самых разных регионах страны, что отличает его от других крупных турниров среди сборных команд, проводящихся на территории России, как правило, исключительно в Москве или ближнем Подмосковье. За период 1972—2012 годов состоялось 20 турниров, которые принимали 13 городов: Архангельск (трижды), Кемерово (дважды), Сыктывкар (дважды), Иркутск (дважды), Абакан (дважды), Новосибирск (дважды), Хабаровск, Ульяновск, Красноярск, Красногорск, Нижний Новгород, Казань и Киров.

## Участники
Традиционно, в турнире на призы Правительства принимают участие национальные команды России, Швеции, Финляндии и Норвегии, участие других сборных варьируется от турнира к турниру.

### Россия
Сборная России (ранее СССР) — самая успешная команда за всё время проведения турнира. Она выиграла пятнадцать розыгрышей из двадцати, а также дважды становилась серебряным призёром и трижды — бронзовым.

### Швеция
Сборная Швеции является бессменным участником всех турниров на призы Правительства России и, традиционно, главным соперником россиян. Пять раз шведы становились победителями: в 1974, 1990, 1992, 1994 и 1996 годах, одиннадцать раз выигрывали серебро и ещё дважды бронзу.

### Финляндия
Сборная Финляндии участвовала в восемнадцати турнирах на призы Правительства России из девятнадцати проведённых. Побеждать в турнире финнам не удавалось, а серебряные награды им доставались дважды — в 1978 и в 1990 годах, ещё в восьми случаях Финляндия замыкала тройку призёров.

### Норвегия
Сборная Норвегии пропустила только один турнир на призы Правительства России (тогда ещё газеты «Советская Россия»), не приехав в 1980 году в Сыктывкар. Самым большим достижением норвежцев стали серебряные награды, выигранные в 1994 году, когда турнир проходил в Москве и Красногорске. Также, в 1984 году Норвегии досталась бронза.

### Другие сборные
Кроме вышеперечисленных участников, периодически на турнире появлялись сборные США, Венгрии и Казахстана.